# Трахтенберг, Владимир Осипович
Владимир Осипович Трахтенберг (21 августа 1860 (по др. сведениям, 1861), Кронштадт — 25 августа 1914, Мюнхен) — российский писатель, драматург, театральный деятель и журналист.

## Биография
Владимир Трахтенберг родился в 1860 (по др. сведениям, 1861) году в Кронштадте, в семье лютеран. Окончив юридический факультет Санкт-Петербургского университета, 12 лет работал в провинции — служил в Псковской, затем Рязанской губернских канцеляриях. Параллельно со службой занимался литературным трудом, писал пьесы, выступая под псевдонимом ВОТ, участвовал в литературно-музыкальных вечерах и спектаклях.
В 1900 году пьеса Трахтенберга «Потёмки души (История болезни Пытоева)» получила одну из первых премий на конкурсе Театра литературно-художественного общества. Постановка на сцене театра с известным трагиком К. В. Бравичем в главной роли имела успех, неизвестный автор «стал за один вечер знаменит». Трахтенберг оставил пост правителя канцелярии Рязанской губернии и переехал в Петербург.
Активно участвовал в столичной литературной и театральной жизни — ежегодно выпускал пьесы, пользовавшиеся успехом, выступал и как прозаик, был одним из учредителей Союза драматических и музыкальных писателей, «Театрального клуба» при Союзе (несколько лет был директором клуба), «Кассы взаимопомощи» и др. организаций.
После смерти жены (1899) в одиночестве растил сына, имевшего хроническое заболевание лёгких, из-за чего часто приходилось уезжать из Петербурга, менять квартиры. Возил мальчика на медицинские консультации в Финляндию, на лечение кумысом в Поволжье, в заграничные санатории, в Крым и др. В поездках продолжал работать. Заболел болезнью лёгких и сам. В 1913 году поехал на долгосрочное лечение в Италию, на курорт Мерено. Возвращался в Россию через Германию, умер в Мюнхене 25 августа 1914 года.
Сын — Орест Владимирович Трахтенберг.

## Творчество

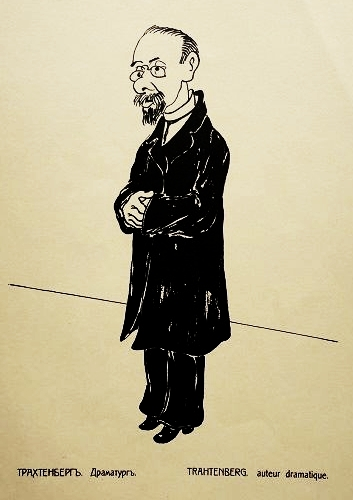
В. О. Трахтенберг. Карикатура Поля Робера

В. О. Трахтенберг — автор пьес «Потёмки души (История болезни Пытоева)», «Комета», «Победа», «Фимка», «Вчера — Сегодня — Завтра» (трилогия), «Жар-Птица», «Плёвое дело», «Как они бросили курить», «Ведьма» и др. Его драмы отражали общественные настроения и искания начала XX века — «идеи ницшеанства, раздвоения личности, проблемы борьбы добра и зла в душе человека». Действие пьес разворачивалось главным образом в провинции.
Согласно энциклопедическому словарю Гранат, пьесами Трахтенберга «впервые было создано амплуа „неврастеника“», многие из них «с успехом шли на сцене». Одобряя комедии Трахтенберга, в его драмах часть критиков находила подражание Г. Ибсену и Ф. М. Достоевскому.
Театральный критик А. Р. Кугель писал о Трахтенберге: 

Хорошо образованный, бойкий, владевший живым диалогом, одно время был едва ли не самым занимательным драматургом.
К его пьесам обращались известные актёры и режиссёры XX века: в 1903 году в пьесе «Вчера» выступила В. Ф. Комиссаржевская, в 1907-м трахтенберговская инсценировка рассказа Эдгара По «Последний из Уэшеров» была поставлена театром «Лукоморье» под руководством В. Э. Мейерхольда.
Трахтенберг выступал также как прозаик. Ряд текстов был опубликован им под псевдонимами Н. Зубин и Степовой. Серия очерков «Как я делал политическую карьеру» (1906) посвящена жизни разных социальных слоёв после событий революции 1905 года. По оценке критики, они «пронизан[ы] живым, чеховским юмором».
А. Р. Кугель назвал В. О. Трахтенберга «кометой на театральном небосклоне Петербурга, которая неожиданно вспыхнула, пусть отражённым, но ярким светом, и так же неожиданно погасла».

## Комментарии
1. ↑  В числе петербургских адресов Трахтенберга — Малая Московская, 2; Замшина улица, 11; Поварской переулок, 5; улица Фурштатская, 44 (Шлендова, 2004).